# Museu d'Art i Història de Reus
El Museu d'Art i Història de Reus és un museu i un edifici protegits com a bé cultural d'interès nacional del municipi de Reus (Baix Camp).
La gestió del Museu correspon a l'Institut Municipal de Museus de Reus, que també es fa càrrec del Centre d'Art Cal Massó, el Centre de la Imatge Mas Iglesias i el Museu d'Arqueologia Salvador Vilaseca.

## Edifici
L'edifici, propietat de la Caixa de Pensions, és de gran amplada, situat entre dos carrers, pensat com a bloc d'habitatges. La façana, que dona a la plaça de la Llibertat, està dividida en tres parts: un cos central de planta baixa, vuit pisos i terrat, i dos cossos laterals de planta baixa, sis pisos i terrat. Tota la planta baixa presenta un sòcol que simula carreus. L'accés al Museu es realitza per un atri de sis columnes i obertures amb llindes, damunt hi ha un balcó corregut amb balustrada de pedra artificial. Hi ha obertures balconeres i altres geminades. Té ornamentació de frontons, volutes i motllures. El remat d'aquest cos central és en frontó: dotze semi-columnes, capitells corintis, mènsules, dentellons, motllures i pinacles. Els cossos laterals tenen una prolongació després del xamfrà amb composició simètrica. La façana és d'obra vista, arrebossat i pedra artificial. Obra de fusta.
L'arquitecte va ser Antoni Sardà, que va fer un projecte monumental usant l'estètica oficialista del moment, recuperant les formes clàssiques, en un conjunt grandiloqüent d'acord amb la ideologia del règim franquista, segons diu Ignacio López Alonso.

## Història
El primer museu municipal, inaugurat en 14 d'abril de 1934 estava ubicat a la Casa Rull. El 8 de gener de 1955 es va reunir la Junta del Nou Museu per estudiar l'avantprojecte de l'edifici on s'instal·laria el nou Museu Municipal a la plaça de la Llibertat. Va ser inaugurat el 15 de setembre de 1961.
El desembre de 2012 l'Ajuntament de Reus va anunciar que degut a la situació econòmica tancarien el museu i només el reobririen en ocasions especials, a causa del seu elevat cost de manteniment. Va tornar a obrir poc després, i pel mes de juny de 2024 va anunciar el seu tancament fins a l'any 2025 per una reforma que remodelarà tot el seu interior per donar més visibilitat a les col·leccions que posseeix.